# Apanteles sundanus
Apanteles sundanus är en stekelart som beskrevs av Wilkinson 1930. Apanteles sundanus ingår i släktet Apanteles och familjen bracksteklar. Inga underarter finns listade i Catalogue of Life.